# Nationernas Hus, Umeå
Nationernas Hus, NH, i Umeå fungerar som en samlingspunkt för de inofficiella studentnationerna vid Umeå universitet och SLU. Det har sedan starten i oktober 1997 drivits av studenter, för studenter på helt ideell basis. Nationernas Hus verksamhet består av buffé-, pub- och nattklubbsverksamhet samt sittningar. NH har fullständiga rättigheter för studenter. Förutom de klassiska aktiviteterna så används lokalen av nationerna när de anordnar sina specifika aktiviteter. 
Nationernas i Umeå hade under 1990-talet lyft frågan om ett eget hus för sina medlemmar, på samma sätt som nationerna vid Uppsala universitet och Lunds universitet. En fond grundades och pengar samlades in. Planen var att bygga ett eget hus där dagens Origo är beläget. Innan alla medel för bygget hade insamlats erbjöds nationerna av Umeå studentkår ta över bottenvåningens pub under Kårhuset Corona. Nationernas förbund godkände förslaget och NH öppnades 1997.
Nationernas hus hade från början rött som temafärg, för att under 2000-talet byta till blå inredning. Sommaren 2009 renoverades NH:s lokaler och en logotyp togs i användning. 
Nationernas Hus drevs som namnet antyder från början helt av Nations medlemmar. Idag har dock flera nationer dött ut eller lagts ner och NH drivs numera av olika barlag, oftast baserade på ämnestillhörighet istället för nationstillhörighet. Nationernas hus ägs i helhet av Nationernas förbund och man strävar efter att erbjuda studenter en bra plats att umgås över ämnesgränser.